# Nincs bocsánat
A Nincs bocsánat (eredetileg angolul Unforgiven) Clint Eastwood 1992-ben bemutatott filmje. Eastwood a főszerep mellett ellátta a rendezői és produceri feladatokat is. Ekkor jelölték először a legjobb férfi főszereplő kategóriában Oscarra és első ízben nyerte el a legjobb rendező és legjobb film díját (2005-ben a Millió dolláros bébivel megismételte ezt).

## Cselekmény
|  | Alább a cselekmény részletei következnek! |

William Munny, a valamikori bérgyilkos, most földművelő farmer csöndesen, visszavonultan él. Nyugodt élete megszűnik, mikor felesége meghal.
Prostituáltak egy csoportja felbérli, hogy végezzen két cowboy-jal, akik elcsúfították egyik társukat. Szerintük a seriff nem büntette meg őket elég keményen. Munny segítségére van a feladat elvégzésében a valamikori rabszolga, Ned Logan.
|  | Itt a vége a cselekmény részletezésének! |

## Szereplők
| Szereplő            | Színész         | Magyar hang        |
| ------------------- | --------------- | ------------------ |
| Bill Munny          | Clint Eastwood  | Reviczky Gábor     |
| Little Bill Daggett | Gene Hackman    | Kristóf Tibor      |
| Ned Logan           | Morgan Freeman  | Kránitz Lajos      |
| Angol Bob           | Richard Harris  | Barbinek Péter     |
| Schofield a kölyök  | Jaimz Woolvett  | Bor Zoltán         |
| W.W. Beauchamp      | Saul Rubinek    | Varga T. József    |
| Strawberry Alice    | Frances Fisher  | Menszátor Magdolna |
| Delilah Fitzgerald  | Anna Levine     | Némedi Mari        |
| Penny Munny         | Aline Levasseur |                    |
| Quick Mike          | David Mucci     | Orosz István       |
| Davey Bunting       | Rob Campbell    | Sztarenki Pál      |
| Skinny Dubois       | Anthony James   | Balázsi Gyula      |

## Díjak és jelölések
- Oscar-díj (1993)
  - díj: legjobb film kategóriában (Clint Eastwood)
  - díj: legjobb férfi mellékszereplő kategóriában (Gene Hackman)
  - díj: legjobb rendező kategóriában (Clint Eastwood)
  - díj: legjobb vágás kategóriában (Joel Cox)
  - jelölés: legjobb férfi főszereplő kategóriában (Clint Eastwood)
  - jelölés: legjobb eredeti forgatókönyv kategóriában (David Webb Peoples)
  - jelölés: legjobb fényképezés kategóriában (Jack N. Green)
  - jelölés: legjobb látványtervezés kategóriában (Henry Bumstead, Janice Blackie-Goodine)
  - jelölés: legjobb hang kategóriában (Les Fresholtz, Vern Poore, Rick Alexander, Rob Young)
- Golden Globe-díj (1993)
  - díj: legjobb rendező kategóriában (Clint Eastwood)
  - díj: legjobb férfi mellékszereplő kategóriában (Gene Hackman)
  - jelölés: legjobb filmdráma kategóriában
  - jelölés: legjobb eredeti forgatókönyv kategóriában (David Webb Peoples)
- BAFTA-díj (1993)
  - díj: legjobb férfi mellékszereplő kategóriában (Gene Hackman)
  - jelölés: legjobb operatőr (Jack N. Green)
  - jelölés: legjobb rendező kategóriában (Clint Eastwood)
  - jelölés: legjobb film kategóriában (Clint Eastwood)
  - jelölés: legjobb eredeti forgatókönyv kategóriában (David Webb Peoples)
  - jelölés: legjobb hang kategóriában (Alan Robert Murray, Walter Newman, Rob Young, Les Fresholtz, Vern Poore, Rick Alexander)